# Домідука
Domiduca — маловідома богиня у римському пантеоні, покровителька повернення додому, зокрема під час весільних процесій. Її ім'я утворене з латинських слів domus (дім) і ducere (вести), що буквально перекладається як «та, що веде додому». Domiduca була символом безпеки, завершення шляху, початку нового етапу життя в межах родинного простору. Як і багато малих божеств, вона була частиною системи indigamenta — списку богів, що відповідали за вузькоспеціалізовані функції в релігійному та побутовому житті.Varro, Marcus Terentius. De Lingua Latina.

## Походження
Етимологія імені Domiduca вказує на її функціональну природу: вона — та, що супроводжує і веде до дому. Така форма імені характерна для багатьох римських божеств, які персоніфікували дії або обставини. Її ім'я часто вживалося в парі з Domiducus — чоловічим аналогом або супутником, який міг мати подібну функцію для чоловіків.

## Функції
Основна функція Domiduca — забезпечити безпечне повернення. У весільному ритуалі вона супроводжувала наречену в дім чоловіка, де починалося нове життя. У ширшому контексті її закликали при поверненні з далеких мандрів, військових походів чи паломництв. Domiduca не тільки завершувала подорож, а й «замикала цикл» — відновлювала повноту родини та стабільність соціальної структури.

## Культове вшанування
Немає доказів існування великих храмів чи офіційного культу Domiduca, проте її ім'я згадується в джерелах, пов'язаних з весільними церемоніями. У весільному процесі вона згадувалася разом із Domiducus, а також з іншими богами, як-от Iterduca, що супроводжували подорожуючих. Під час обряду наречену супроводжували піснями та молитвами, які символічно «вводили» її до нового дому. Domiduca відповідала за захист, добру атмосферу та прийняття родиною.Fowler, W. Warde. The Roman Festivals of the Period of the Republic. 1908.

## Місце в релігійному світогляді
Domiduca — частина тієї групи богів, які діяли на «порогах»: між старим і новим, між небезпекою дороги та спокоєм дому. У цьому сенсі вона є прикладом liminal deity — божества, яке регулює переходи. Її вшанування було тісно пов'язане з побутовою, а не державницькою релігією, що характерно для багатьох indigamenta. Вона також може вважатися покровителькою стабільності й домашнього порядку.

## У джерелах
Domiduca згадується у працях Марка Теренція Варрона, а також у коментарях пізніших авторів, що описують структуру римських обрядів. Її ім'я зафіксоване в релігійних формулах, що збереглися у фрагментах у творах Плінія Старшого та глосах Festus.Pliny the Elder. Naturalis Historia.

## Сучасні інтерпретації
Сучасні дослідники, зокрема W. Warde Fowler, Mary Beard, Eric Orlin та інші, відзначають важливість Domiduca у формуванні уявлень про дім як сакральний простір. Її приклад свідчить про глибоку ритуалізацію навіть таких, на перший погляд, «побутових» актів, як повернення додому. У гендерних дослідженнях Domiduca інтерпретується як архетип жіночої охоронниці домашнього вогнища, що має коріння ще в доісторичних формах родинної міфології.Beard, Mary; North, John; Price, Simon. Religions of Rome: Volume 2. Cambridge University Press, 1998.